# Столбушино
Сто́лбушино — деревня в Новоржевском районе Псковской области России. Входит в состав Новоржевской волости.
Расположена на возвышенном северном берегу Столбушинского озера в лесах в 20 км к юго-западу от районного центра — города Новоржева. По восточной окраине протекает речка, вытекающая из озера и впадающая в Вержу. В полукилометре к северо-западу находится деревня Извоз.
Столбушино упоминается в источниках не позднее XVIII века.
К концу XX века Столбушино обезлюдело и пришло в запустение. С середины 2000-х гг. деревня стала возрождаться благодаря основанию здесь скита Святогорского Свято-Успенского мужского монастыря (см. ниже).
| 2001 | 2002 | 2010 |
| ---- | ---- | ---- |
| 3    | ↘2   | ↗9   |

Название деревни было использовано при создании компании «Столбушинский продукт», специализирующейся на производстве и продаже продуктов питания (сбитней, фиточаёв, овощных цукатов и т. д.), созданных на основе традиционных русских рецептур.

## Церковь

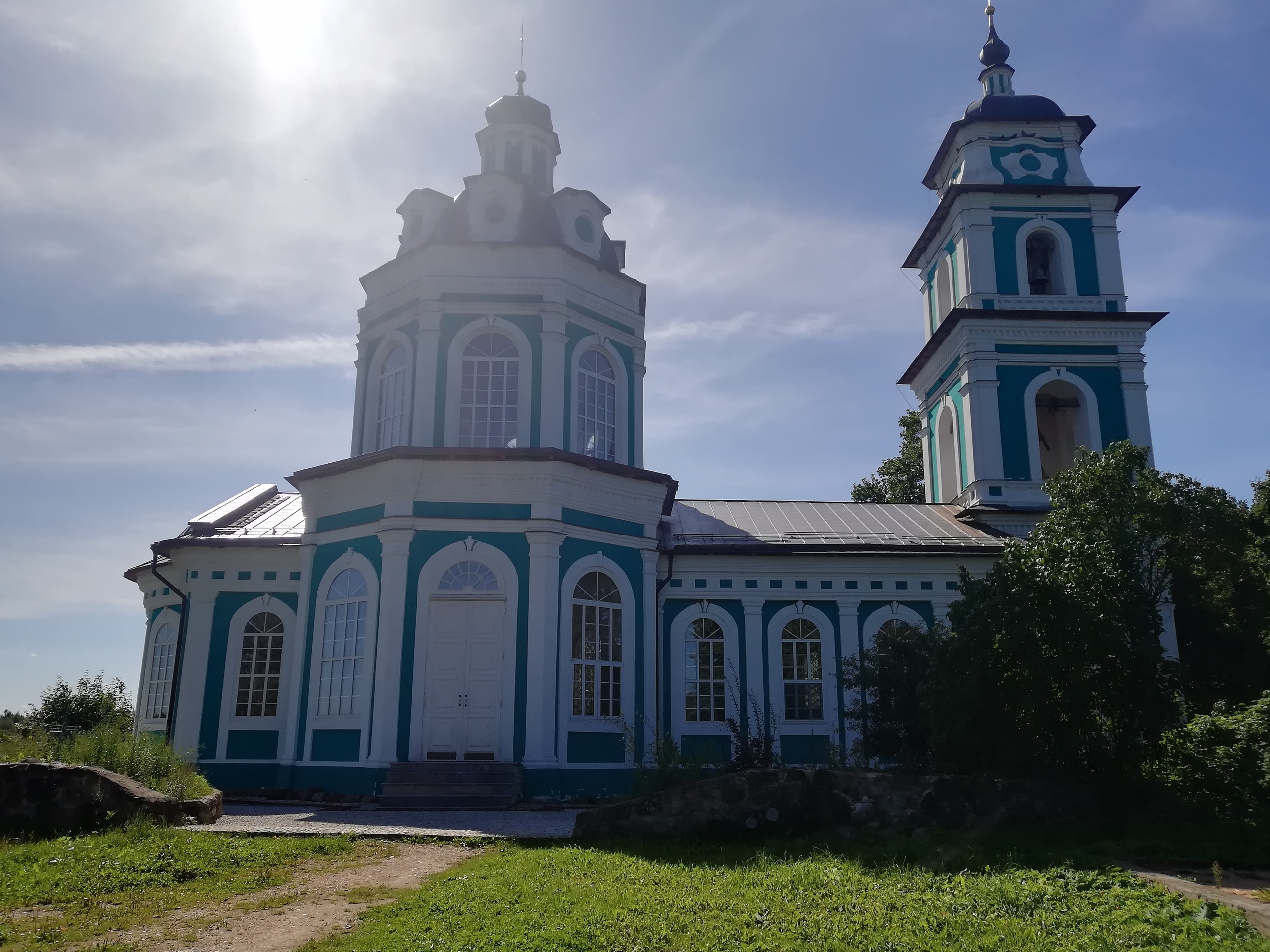
Церковь Успения Богородицы в д. Столбушино (вид с северной стороны)

Главной достопримечательностью Столбушино является каменная церковь, освященная во имя Успенья Пресвятой Богородицы, с двумя приделами — святителя Николая и преподобного Сергия Радонежского Чудотворца, построенная в 1787 году «тщанием помещика села Гришино майора Николая Савича Бороздина» в стиле провинциального классицизма на месте деревянной церкви во имя архистрига Михаила.
В конце XIX — начале XX вв. при храме действовала церковноприходская школа, построенная на средства церкви в 1896 году, имелась богатая библиотека. К церкви были приписаны две часовни: одна — на расположенном рядом с церковью кладбище, другая — в деревне Ульяново.
До 1962 года храм был действующим. После закрытия стал постепенно разрушаться, и к концу 1990-х гг. находился в фактически руинированном состоянии. Иконы иконостаса церкви были вывезены в 1980 году в Псковский музей-заповедник. Перед церковью (с северной стороны) сохранялись ворота погоста, уничтоженные в ходе последующих реставрационных работ (см. фото).
С 1998 года в соответствии с постановлением Псковского областного Собрания депутатов «Об утверждении государственного списка недвижимых памятников истории и культуры, подлежащих охране как памятники местного значения» № 542 от 30.01.1998 г. церковь в д. Столбушино приобрела статус памятника истории и культуры регионального значения.
В 2005 году по благословению Архиепископа Псковского и Великолукского Евсевия в Столбушино был основан скит Преподобных отец Макария Великого и Ионы Псково-Печерского Святогорского Свято-Успенского мужского монастыря, а в храме начались ремонтно-восстановительные работы.
К настоящему времени (2018 г.) храм полностью восстановлен.